# Municipio de Noble (condado de Jay)
El municipio de Noble (en inglés: Noble Township) es un municipio ubicado en el condado de Jay en el estado estadounidense de Indiana. En el año 2010 tenía una población de 640 habitantes y una densidad poblacional de 7,94 personas por km².

## Geografía
El municipio de Noble se encuentra ubicado en las coordenadas 40°26′27″N 84°51′10″O / 40.44083, -84.85278. Según la Oficina del Censo de los Estados Unidos, el municipio tiene una superficie total de 80.63 km², de la cual 80,63 km² corresponden a tierra firme y (0 %) 0 km² es agua.

## Demografía
Según el censo de 2010, había 640 personas residiendo en el municipio de Noble. La densidad de población era de 7,94 hab./km². De los 640 habitantes, el municipio de Noble estaba compuesto por el 99,53 % blancos, el 0,31 % eran afroamericanos y el 0,16 % eran de una mezcla de razas. Del total de la población el 0,47 % eran hispanos o latinos de cualquier raza.